# Yvonne Pouget
Yvonne Pouget (* 4. April 1967 in München) ist eine Choreographin und zeitgenössische Tänzerin.

Im Museum für Abgüsse Klassischer Bildwerke, München

## Leben
Yvonne Pouget lebt in München, inszeniert seit 1993 und zählt inzwischen zur Spitze der Deutschen Choreographen- und Tänzerszene. Sie erhielt ihre Tanzausbildung bei Ko Murobushi und Carlotta Ikeda. Ihre übergreifenden Tanzproduktionen waren und sind im In- und Ausland erfolgreich. Die Choreographin, Regisseurin und Tänzerin Yvonne Pouget hat ihren künstlerischen Wohnsitz in München. In der internationalen Tanzszene ist sie wohlbekannt und hochgeschätzt. Ihr gelingt eine vielschichtige Verschmelzung zwischen den Erfahrungen mit dem japanischen zeitgenössischen Theater – besonders in der Tanzausdrückform BUTOH – und den klassischen und zeitgenössischen Tanztechniken. Daraus entsteht eine Ausdruckskunst von hoch beeindruckender Art, die direkt ins Herz trifft - ins Zentrum dessen, was es bedeutet, Mensch zu sein. Auf der Bühne wie auch im Zuschauerraum ist alles von einem emotionalen roten Faden durchzogen, der eine ständige Spannung zwischen den Tänzern und dem Publikum hält.
Bedeutende Künstler wie der Theater- und Kinoregisseur Johannes Brunner, der Barockspezialist Christoph Hammer, der Countertenor Christopher Robson oder der italienische Sänger und Schauspieler Pino De Vittorio - zusammen mit dem Chitarra-battente-Virtuosen Marcello Vitale - haben begeistert für sie gearbeitet.
Yvonne Pouget hat eine komplexe choreographische Sprache und eine völlig eigene Bühnensprache für sich gefunden. Sie realisiert Theaterträume, in denen logisches Verstehen unnötig ist, wo der Klang zur Gebärde und die Aufführung zu einem Raum wird, in den das Publikum eintritt und spürt. „Eine großartige Kunst“ (Schwäbische Post/Europäisches Kirchenmusikfestival 2008). Von 2000 bis 2009 erhielt sie mit Pausen vom Kulturreferat der Landeshauptstadt München Einzelprojektförderung.
Ihre Arbeiten nehmen in der freien Tanzszene einen besonderen Platz ein. Sie stehen für das äußerlich Sichtbare, reduziert auf die Essenz.
Die Hauptrolle in ihren Inszenierungen tanzt sie in aller Regel selbst. In ihren Produktionen bedient sich diese von ihr entwickelte „Körpersprache der Poesie“ in Reinform der metaphysischen Wunschhandlung: die Welt der Bühne ermöglicht das, woran die Realität scheitert, Flügelbaubewilligung für die Seele. Pouget verbindet dabei ihre eigenen ausdrucksstarken Bildschöpfungen mit anderen Kunstsparten,
zuletzt mit der Bilderwelt der Bildhauerin Hélène Yousse, die in enger Zusammenarbeit mit Pouget das Bühnenbild zu ihrer Produktion Hoch oben weites Blau erstellt hat. Darüber hinaus ergänzt und erweitert sie ihre Inszenierungen durch Tänzerinnen und Tänzer mit ausgereifter Künstlerpersönlichkeit, denen es gelingt, in ihre Tanzsprache einzusteigen, durch Videokunst und Livemusik, Stimme und Schauspiel.
Ihre klar formulierte künstlerische Mission zielt nicht auf Selbstdarstellung ab - die Künstlerin arbeitet nicht für den Applaus. 2012 hat die Künstlerin ein Buch über ihren Kunstansatz und über den Menschen dahinter veröffentlicht:
Licht und Abyss. Klappentext:

„Ich glaube, dass sich alle Menschen sehr danach sehnen, nach wirklichem Austausch, danach, dass sie als sie selber erkannt werden, dass aber mit dieser Sehnsucht auch eine Angst verbunden ist, dass die eigene Offenheit mit Unverständnis und Ablehnung beantwortet wird. Ich kenne diese Angst, meine Worte sind meine Lebendigkeit, und mein Schrei nach Leben. Gleichzeitig sind sie ein Plädoyer für ein seelisch gesundes Wertesystem, es ist die Betrachtung, wie ein Mensch mit sich um das (Über)Leben ringt, und ein Bericht über die hilfreichen Hand, wie man sie am Ende des eigenen Armes findet. Das Buch ist was ich bin.“

## Werke
- 2012: Licht und Abyss, Taschenbuch TB, 12,5 × 20,5 cm, ISBN 978-3-942594-24-0
- 2012: Die Puppe i-camp, Neues Theater München.
- 2012: Corporalità, Tanrato/Italien, Auftragsarbeit als Eröffnungsproduktion des Giovanni Paisiello Festival 2012, ein Tanzdialog zwischen David Russo und Yvonne Pouget, auf Grundlage der Oper Il Pulcinella vendicato nel ritorno di Marechiaro, von Giovanni Paisiello.
- 2013: Die Füsse und Ohren der Engel - Leben mit Ersatzteilen, ein Tanztheater von Yvonne Pouget in Kooperation mit dem Deutschen Museum und dem Kulturreferat München, mit Anna-Maria Hefele, Giacomo Di Benedetto, Natalia Palshina, David Russo und Yvonne Pouget.
- 2014: Identità-Pellegrinnagio all´amore, Überarbeitete Wiederaufnahme, i-camp, Neues Theater München; Gastspiel in Tanranto/Italien im Rahmen der 70ª Stagione Concertistica degli Amici della Musica, Theater Tatà; Mit Pino De Vittorio, Marcello Vitale, Mikiko Kawasaki, David Russo, Yvonne Pouget.
- 2014: La Cattedrale nel vento, Ein Tanztheater von Yvonne Pouget, i-camp neues theater München, mit Anna-Maria Hefele, Gianni Lamagna, Pasquale Ziccardi, Giacomo Di Benedetto, Annett Göre, Elien Rodarel, Yvonne Pouget.
- 2015: Der Innere Körper (Lo Spirito del cuore - la corporalità) ein Tanzduett von Yvonne Pouget, Tanztendenz München, Choreographie: Yvonne Pouget; Tanz: Elien Rodarel, Yvonne Pouget; wissenschaftliche Beratung: Ellen Fischer

2010
- Sexy Zuppel Puppe – die montierte Frau (Sexy Zuppel Doll—the assembled woman) i-camp, Neues Theater München, Premiere im Rahmen der münchenweiten Ausstellungs- und Veranstaltungsreihe Changing Views,[7] die sich mit Kunst und Kultur aus islamisch geprägten Ländern beschäftigte; in Kooperation durch das Kulturreferat der Landeshauptstadt München

2009
- Identità – Pellegrinaggio al’amore (Identität – Wallfahrt für die Liebe) i-camp, Neues Theater München, gefördert durch das Kulturreferat der Landeshauptstadt München, mit Pino De Vittorio, Marcello Vitale, Katharina Neuweg, Damien Liger, Yvonne Pouget; mit Skulpturen der Bildhauerin Hélène Yousse.

2008
- Vita, tu mi fai morire – Hoch oben weites Blau reloaded, Eröffnungsproduktion des Theaterfestivals STARKE STÜCKE ’08, i-camp, Neues Theater München
- Hoch oben Weites Blau, i-camp, Neues Theater München, gefördert vom Kulturreferat der Landeshauptstadt München, mit Skulpturen de Bildhauerin Hélène Yousse, mit Giacomo Di Benedetto, Sophie Abrioux, Thierry Paré, Yvonne Pouget

2006
- Il viaggio – la smorfia della vita, i-camp München, mit Projektförderung der Landeshauptstadt München, mit Damien Liger, Katharina Neuweg, Giacomo di Benedetto, Yvonne Pouget

2005
- Tarantella di Sannicandro, europäischer Tanzaustausch Transalpin, i-camp München, solo

2004
- Corporalità, Museum für Abgüsse Klassischer Bildwerke, München, gefördert vom Kulturreferat der Landeshauptstadt München, mit Christopher Robson, Thierry Paré, Yvonne Pouget, und einem barocken Live-Ensable unter der Leitung von Christoph Hammer
- Das Blanke Wesen, Metropol Theater München (Tanzmetropole)

2003
- Pane in cielo, i-camp München, mit Projektförderung der Landeshauptstadt München, mit Thierry Paré und Yvonne Pouget
- Liebe Tötet, Theater und so Fort, München, Tanzherbst Kempten, mit Ramon Manuel Schneeweiß (Gesang) und Yvonne Pouget

2002
- Ieri. Senza Domani, Metropol Theater München (Tanzmetropole), Solo von Yvonne Pouget

2001
- Identifikation mit dem Aggressor, i-camp, Neues Theater München (Kostprobe), Solo von Yvonne Pouget
- Senza Ricordo, Thierry Paré und Yvonne Pouget, Metropol Theater München und 2. Augsburger Performancetage (2002)
- Zwergenkönigin der Nacht, Museum Kempten, 20 min, Solo von Yvonne Pouget

2000
- Io sogno, dunque non ci sono piu, ein Tanztheater mit fünf Tänzern und einem Film, mit Projektförderung durch die Landeshauptstadt München, Metropol Theater München

1999
- Blauer Mond, Spectaculum Mundi München (Tanzschaufenster) 20 min, Forum Kunstpark München, Solo von Yvonne Pouget
- Lupo senza zampe, Kunstwerk Friedberg, solo
- Mani in bocca. Per sempre, mit Egmont Körner, Theater Blaue Maus München und Spektakulum München 2000
- Die Kreaturen haben Ausgang, 20 min, Alte Mälzerei Regensburg (Regensburger Tanztage), solo

1998
- Sicut erat in Principio, 18 min, Spectaculum Mundi München (Tanzschaufenster), solo
- Mensajes de la Luna, mit Ruth Golic und Yvonne Pouget, Theater Blaue Maus
- Senza Cianella, 25 min, Muffathalle München, im Rahmen von Play, Solo von Yvonne Pouget

1997
- Defileé von Donna Quichote Teamtheater München (Choreographie)
- La nuvola Bianca, Pfullendorfer Kulturtage, Theaterfestival Wörgel, Solo von Yvonne Pouget
- Lupo senza zampe, Theater Blaue Maus, Spectaculum Mundi, München und Monsuntheater Hamburg, K Galerie München (1998)

1996
- Striptease, Ein Projekt von Brunner&Ritz mit X-emble und Yvonne Pouget, Künstlerhaus Bremen und (1997) Theaterhaus Jena
- Viva la vida, Monsuntheater Hamburg, Arte Galerie N München, solo
- Georgia O’Keefe, Arte Galerie N, München, solo
- Paternoster, 26 Künstler in einem Aufzug, win Projekt von Brunner&Ritz mit Yvonne Pouget, München

1995
- 2. Eigenart München, Rahmenprogramm mit Kurzchoreographien, solo
- La nuvola bianca, Theater Blaue Maus, München, Monsuntheater Hamburg,
- Pflasterspektakel Linz, Festspielhaus München (1996), solo

1994
- Viva la Vida, Arte Galerie N, Monsuntheater Hamburg (1996)
- Himmelhoch, Heike Sauer und Yvonne Pouget, Feierwerkfest München